# Prijedor
Prijedor (srbskou cyrilicí Приједор) je město v Bosně a Hercegovině.
Prijedor leží na severu země v Republice srbské na řece Sana mezi Banja Lukou a Bosanski Novi. Ve městě samotném žije 70 000 obyvatel, dnes zde žijí také uprchlíci z dob Bosenské války. Spolu s blízkým okolím má Prijedor asi 112 000 obyvatel. Město se nachází 250 km severozápadně od Sarajeva, 170 km jihovýchodně od Záhřebu a 380 km západně od Bělehradu v Srbsku. 

## Název
Název města je slovanského původu. Je etymologicky příbuzný k českému slovu prodrat se. Původní slovanská podoba zněla прѣдоръ; v ijekavsky mluvící oblasti severovýchodu Bosny byl realizován v podobě Prijedor. Nejstarší zaznamenaná podoba slova zní Pridor. Název odkazuje nejspíš na prodírání se lesem, kácení lesa (dle jednoho výkladu), případně (dle jiného) prodíráním se řeky Sany rovinatou krajinou.

## Klimatické poměry
Teploty během roku v oblasti města Prijedoru se pohybují okolo −20 °C do +40 °C. Průměrná roční teplota zde dosahuje 11 °C, průměrný počet slunných dní se pohybuje okolo šedesáti ročně. Typické jsou srážky především na podzim a v zimě, často se v údolí řeky Sany vyskytují mlhy.

## Historie

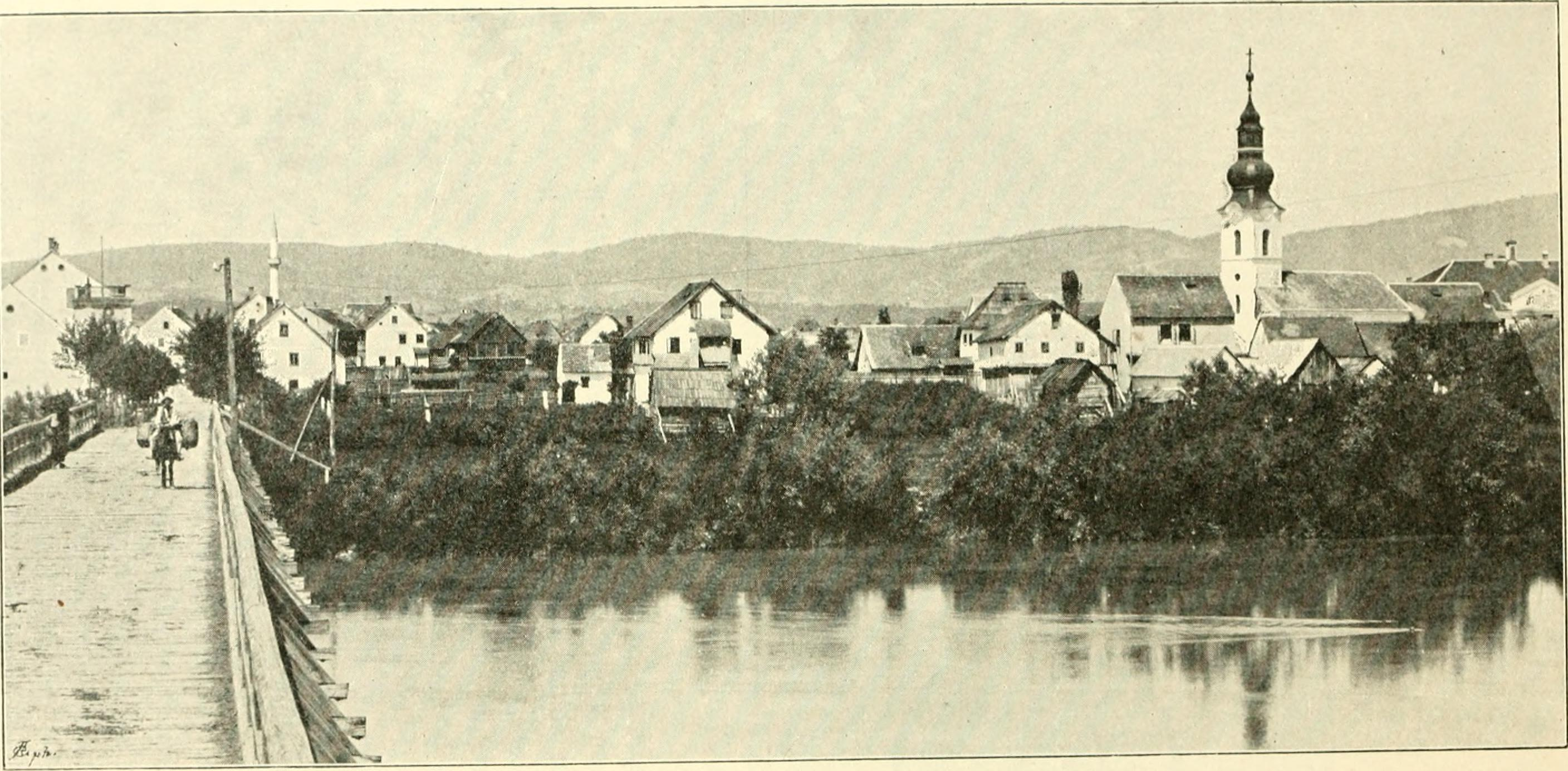
Prijedor v roce 1897.

Oblast dnešního Prijedoru byla osídlena již v době před čtyřmi tisíci lety. První zmínka o sídlu na místě dnešního města pochází z tureckých záznamů z posledního desetiletí 17. století, zhruba v době druhého obléhání Vídně. Nacházela se zde malá dřevěná pevnost, již dříve však v úrodném údolí řeky Sany existovalo kontinuální osídlení. V polovině století osmnáctého vznikl písemný dokument, ve kterém se psalo o strážcích Pridorské ady (ostrova) na řece Saně. Vzhledem k blízkosti hranice Rakouska z turecké strany se jednalo o místo více než vhodné pro stavbu pevnosti pro ochranu Bosenské krajiny v případě tureckého útoku. Proto zde také byla kamenná pevnost zbudována. Turecké vojsko ji využívalo až do roku 1851. Opevněné město mělo ve své době tři brány. V téže době vznikla také pevnost v Kulen Vakufu. Pevnostní stavby byly zničeny nejspíše v roce 1878.
V roce 1834 zde stála již pravoslavná škola a později zde vznikla srbská pěvecká společnost Vila.
K další akceleraci růstu města došlo v roce 1873, když za vlády Barona Hirsche sem byla otevřena železnice. Zahájena byla rovněž i těžba železné rudy v nedaleké obci Ljubija. Další průmyslový rozvoj díky již existující infrastruktuře nastal po roce 1878, kdy byla Bosna a Hercegovina dána na berlínském kongresu do správy Rakousko-Uhersku. Již v roce 1883 byla otevřena první pila, o několik let později vzniklo i první zemědělské družstvo. V roce 1898 zde byla vybudována základní škola; ve stejné dekádě byly otevřeny pravoslavný i katolický kostel. Prijedor na přelomu 19. a 20. století získal na svoji dobu moderní městské jádro; realizaci přestavby ale uspíšil velký požár, který vypukl v roce 1901. Otevřen byl i hotel Kaiser von Österreich, který však se ukázal být velmi brzy nerentabilní, a tak byl uzavřen. Po požáru byl za pomoci rakousko-uherských urbanistů vypracován první plán rozvoje města, který předpokládal pravoúhlou síť ulic. 
Po první světové válce zde byly otevřeny nové průmyslové podniky. Mezi ně patřila např. cihelna, zprovozněná v roce 1926. Založena zde byla i cukrárna, jejíž provoz po druhé světové válce dosáhl průmyslových rozměrů.
Během války bylo město součásti nezávislého státu Chorvatsko. Dne 16. května 1942 obsadily město jednotky jugoslávských partyzánů, ale udrželi jej jen na krátkou dobu. Prijedor byl osvobozen na počátku září 1944.
V souvislosti s industrializací Jugoslávie po skončení konfliktu zde byla roku 1952 otevřena továrna na výrobu celulózy a papíru. Později byla zbudována i továrna na výrobu keramických součástek, sušenek a vaflí, výrobků z ovoce a dalších. Rozvíjeno bylo rovněž i rybníkářství na umělých nádražích jihovýchodně od města. Chov se zaměřoval především na kapry a candáty. Ryby byly ve velkém vyváženy do západní Evropy.
V roce 1953 žilo v Prijedoru 10,5 tisíce lidí, roku 1961 17 tisíc a v roce 1973 mělo město již 30 000 obyvatel. V roce 1963 byly pod město Prijedor začleněny z administrativního hlediska i některé okolní obce. V centru města vyrostl na hlavním náměstí brutalistický obchodní dům Patrija.

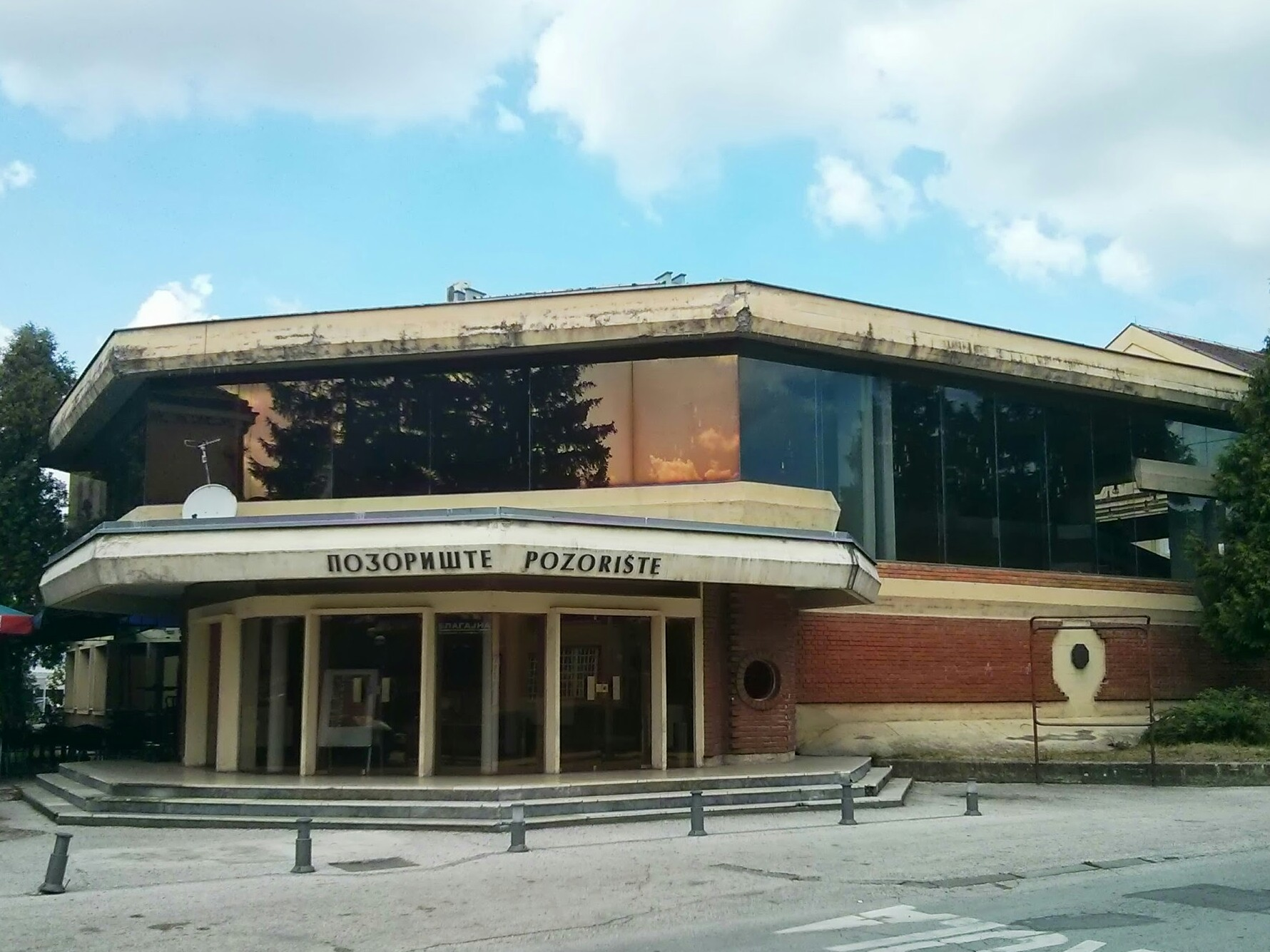
Budova divadla.

Během války v 90. letech 20. století docházelo v Prijedoru k ozbrojeným akcím jen zřídka. Do města se dosídlili někteří Srbové, kteří byli vyhnáni z jiných částí Bosny. V blízkosti města se rovněž nacházely nechvalně proslulé sběrné tábory pro Bosňáky a Chorvaty, jako např. Omarska, Trnopolje a Keraterm.

## Obyvatelstvo
Po roce 1991 zaznamenává Prijedor i také kvůli útlumu průmyslové výroby a ekonomickému šoku z války v Bosně a Hercegovině setrvalý pokles obyvatel. Přítomný je jednak odliv obyvatelstva, především ale jeho vymírání.

## Administrativní členění
Samotné město Prijedor se člení na následující místní části (mjesne zajednice)
- Dr Mladen Stojanović (Palančište, Gornja Puharska, Crna Dolina)
- Gomjenica
- Donja Puharska
- Kokin grad (Kokin grad, Lukovica, Mala Gomjenica)
- Orlovača
- Prijedor I (centrum města, Pećani)
- Prijedor II (Urije)
- Prijedor III (Raškovac, Staré město)
- Prijedor IV (Vrbice, Topolik, Nova Orlovača)
- Tukovi
- Čirkin Polje

V rámci města je nicméně evidováno celkem 49 osídlených míst (srbsky naseljena mjesta), která zahrnují okolní vesnice. Výše uvedené městské části zahrnují více těchto osídlených míst. Mezi ně patří i větší sídla, např. třítisícová obec Omarska.
Město je řízeno zastupitelstvem (srbsky skupština grada), ve kterém sedí 31 zastupitelů.

## Ekonomika
Během období socialistické Jugoslávie se Prijedor rozvíjel jako průmyslové město. V jeho okolí se nacházely (a v současné době stále nacházejí) početné povrchové doly, především na železnou rudu. Kromě toho stály v okolí města různé průmyslové podniky, například papírny, byly zde také i zpracovatelské podniky nebo textilky, podniky na výrobu stavebních materiálů apod. Rozpad Jugoslávie, válka, privatizace a útlum průmyslu znamenaly rozvrat původní hospodářské struktury. Privatizované společnosti byly řízeny neefektivním způsobem a do několika let po odkupu zkrachovaly. Zatímco v roce 1991 bylo zaměstnáno v Prijedoru okolo dvaceti sedmi tisíc lidí, po dvaceti letech se tento podíl snížil zhruba na polovinu. Ve snaze zlepšit nešťastnou hospodářskou situaci se město rozhodlo v druhé dekádě 21. století zřídit okolo města několik průmyslových zón. 
V roce 2012 bylo cca 30 % obyvatel zaměstnáno v obchodu, cca 14 % ve zpracovatelském průmyslu. Na území města bylo ve stejném roce registrováno přes tisíc právnických osob. V uvedených společnostech dominují hlavně obchodní společnosti a ty, které se věnují ubytování.
Významná je i aktivita zemědělská. V pěstování ovoce dominují především švestky a v chovu dobytka potom hlavně ovce domácí.
Průměrný plat v roce 2012 činil v Prijedoru 1300 konvertibilních marek.

## Kultura

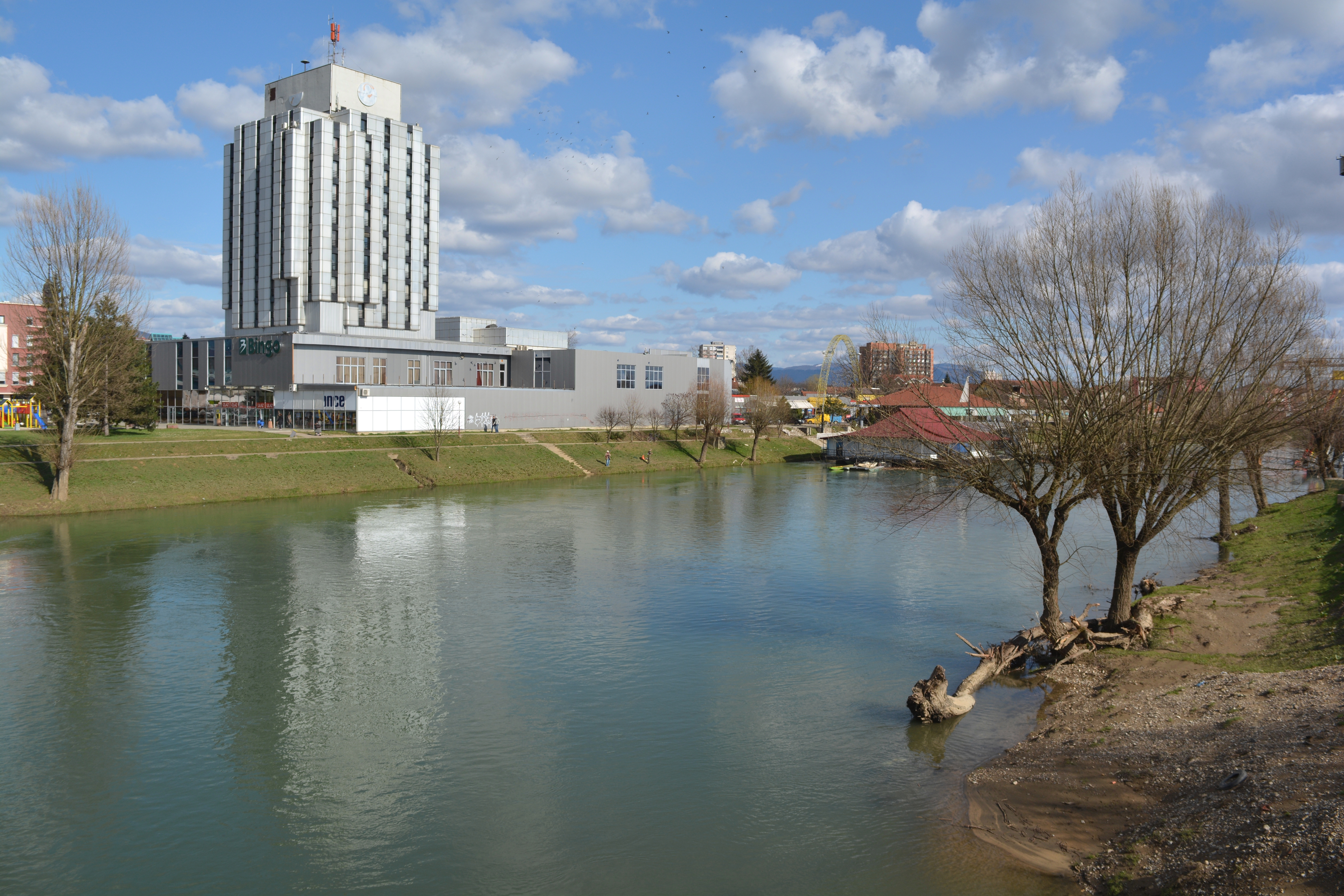
Pohled na řeku Sanu ve městě.

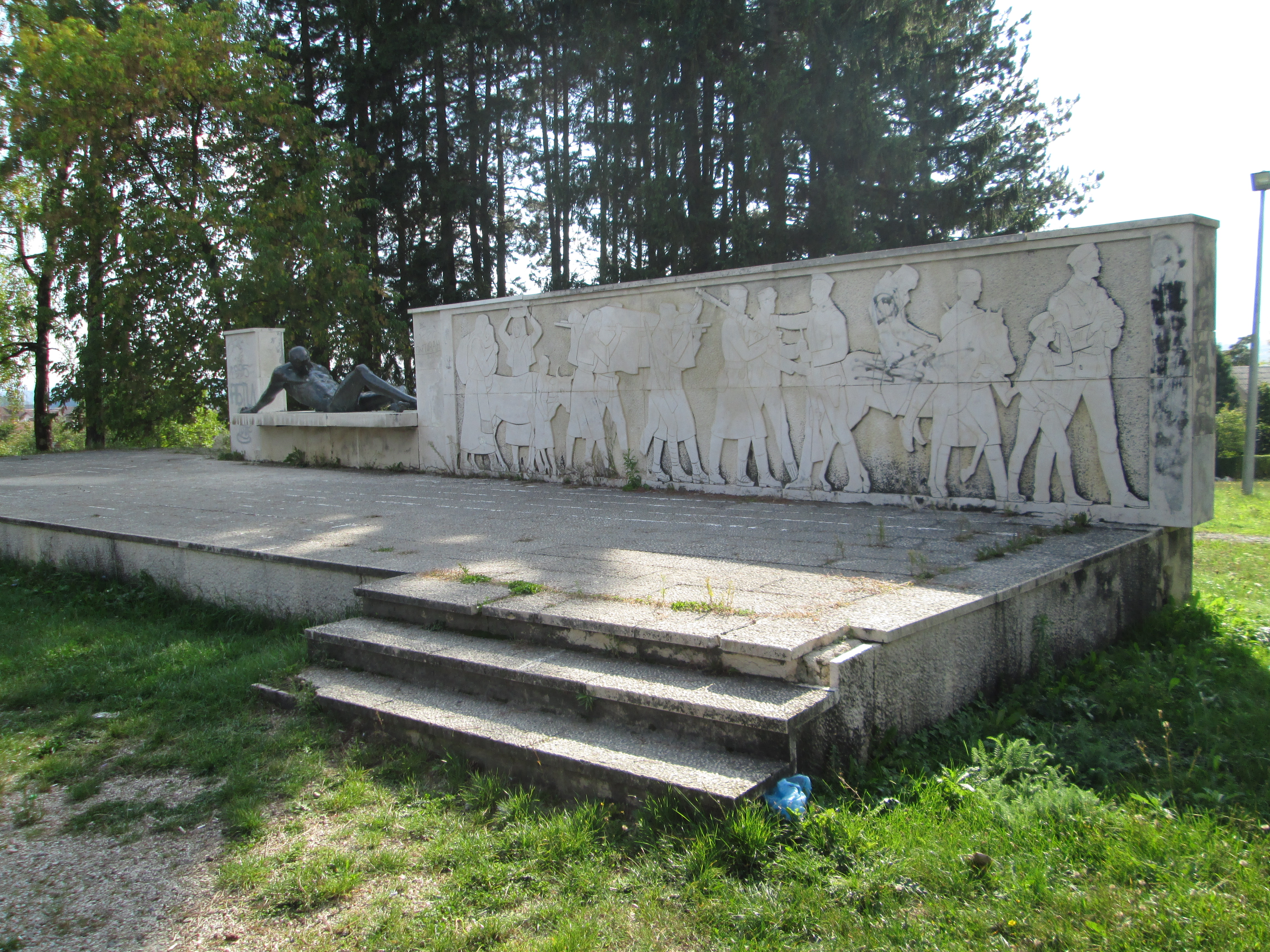
Partyzánský hřbitov.

V Prijedoru se nachází Národní knihovna Cyrila a Metoděje, Muzeum Kozary, městské divadlo, Galerie 96 a městské kino. Město Prijedor uděluje každý rok literární ocenění Skendera Kulenoviće.
Mezi kulturní památky na území města Prijedor patří řada náboženských objektů. Je to celkem pět pravoslavných kostelů, jeden katolický a šest mešit.
Pravoslavné kostely jsou: Kostel sv. Trojice ve středu města, který byl zbudován v 19. století, chrám sv. proroka Eliáše v obci Urije, chrám sv. Petky ve vesnici Gomjenica, chrám narození přesvaté Bohorodice ve vesnici Pašinac, chrám sv. Jiří v Tukovech. Katolický kostel v Prijedoru je zasvěcen Svatému Josefovi. Muslimské svatostánky tvoří celkem šest zmíněných mešit; čtyři z nich stojí přímo ve městě Prijedor a dvě v nedalekých vesnicích Gornja a Donja Puharska. Nejstarší z nich je Sultánova mešita z roku 1747.
Nedaleko od Prijedoru stojí rovněž pevnost Kozarac, která je pro turisty dostupná. V nedalekém pohoří Kozara se nachází několik památníků, které připomínají boje partyzánů za druhé světové války. Jedním z nich je např. památník revoluce na vrcholu Mrakovica.

## Školství
První školu získalo město v 19. století, v roce 1834. Jednalo se ve své době o nejstarší nenáboženskou školu, která působila na území dnešní Bosny a Hercegoviny[zdroj?]. Vlastní gymnázium získal v roce 1923 a po druhé světové válce zde působila i ženská řemeslná škola (srbochorvatsky Ženska zanatska škola. V současné době na území města Prijedoru působí 11 základních škol, 6 škol středních, a také základní a střední hudební škola. Působí zde i několik vysokých škol (soukromých) a sídlí zde Hornicko-geologická katedra Technické fakulty Univerzity v Banja Luce.

## Doprava
Hlavní silniční tahy, které procházejí Prijedorem, směřuí do měst Kozarska Dubica (sever), Novi Grad (západ), Sanski Most (jih) a Banja Luka (východ). Dopravní tahy byly historicky vedeny údolími okolních řek. Do města Kozarska Dubica má být do roku 2023 zahájena výstavba rychlostní silnice.
Železniční trať Banja Luka–Novi Grad prochází Prijedorem ve směru západ-východ a historicky umožnila rozvoj města Dříve ještě zajišťovala s městem Sanski Most spojení dnes neexistující dráha úzkorozchodné železnice. Místní dopravu zajišťují autobusy.
Severně od města se nachází letiště se zatravněnou dráhou.

## Sport
První záznamy o organizovaném sportu ve městě Prijedoru jsou doloženy roku 1907, kdy byla založena tělovýchovná jednota s názvem Srpski Sokol. Nejstarší sportovní kluby ve městě jsou tenisový klub Prijedor z roku 1914 a fotbalový klub, který byl založen v roce 1919.
Současný fotbalový tým FK Rudar byl založen v roce 1968 a dnes hraje v první lize Republiky srbské.

## Osobnosti
- Mladen Stojanović (1896–1942), partyzánský velitel v době druhé světové války